# Sebrus argus
Sebrus argus là một loài bướm đêm trong họ Crambidae.